# 三角地 (电影)
《三角地》（英語：The Triangle Land）是2012上映于中国大陆的爱情片，主演謝東裕、杨诚诚、朱芷莹、洪胜德、孟庭丽，导演陈坤厚，该片根据曹文轩同名小说改编。

## 剧情
阿男的父亲是酒鬼，母亲是赌鬼，两个弟弟是傻子，阿男擅长吉他演奏，转班生丹妞到他们班之后，爱上了他，两人经常约会，虽然如此，但是门户观念极强的丹妞接受不了他，两人分道扬镳，阿男失恋之后，又被学校退学，回到家中的阿男，又目睹亲人的离世，痛定思痛后，和姐姐开了一家住宿店，开始了新生活。

## 演员
| 演员   | 角色   | 备注 |
| 杨诚诚 | 丹妞   |      |
| 谢东裕 | 阿男   |      |
| 朱芷莹 | 菲比   |      |
| 洪胜德 | 陳爸   |      |
| 孟庭丽 | 陳媽   |      |
| 邱彥翔 | 陶藝家 |      |
| 廖濬鏞 | 大飛   |      |
| 宋凝   | 待查   |      |
| 林永旭 | 小康   |      |
| 任林   | 阿凱   |      |
| 吳亞鄀 | 彤彤   |      |

## 制作
该片为两岸三地合拍电影。
该片拍摄于台湾苗栗县。
2012年11月7日，该片在北京首都电影院首映。